# Славен Радовановић
Славен Радовановић (Ваљево, 10. јануар 1947) српски је писац, филмски сценариста, драматург и есејиста. Писац је магијског реализма и фантастике.
Прозу објављује од 1968. год по књижевним листовима и часописима широм некадашње Југославије. Заступљен је у неколико ауторских антологија прозе као и Избору југословенске приче (школска лектира за 8. разр., књ. 12, Београд, 1979/80).
Члан је Удружења књижевника Србије.

## Награде и признања
- Књижевна награда „Младости“ за необјављену причу, 1972.
- Награда за филмски сценарио за филм Нечиста крв, Фестивал филмског сценарија, Врњачка Бања, 1994.